# Danny Koevermans
Danny Koevermans (født 1. november 1978 i Schiedam, Holland) er en tidligere hollandsk fodboldspiller, der spillede som angriber. Igennem sin karriere spille han en årrække hos AZ Alkmaar og Sparta Rotterdam, hvor han startede sin seniorkarriere, PSV, Toronto FC og senest FC Utrecht.
Koevermans vandt i 2008 det hollandske mesterskab med PSV.

## Landshold
Koevermans nåede at spille fire kampe og score ét mål for Hollands landshold, som han debuterede for den 28. marts 2007 i et opgør mod Slovenien. 17. november samme år scorede han sit første landskampsmål, i en kamp mod Luxembourg.

## Titler
Æresdivisionen
- 2008 med PSV Eindhoven